# 컨스텔레이션급 호위함
컨스텔레이션급 호위함(영어: Constellation-class frigate)은 미국의 52척 연안전투함(LCS) 사업이다. 가격이 20억 달러인 방공구축함에 비해 20% 밖에 안되는 가격인 4억 달러인 연안전투함(LCS)으로 미 해군을 현대화시킬 계획였으나, 예상보다 가격이 많이 뛰었고, 성능도 기대 이하일 뿐더러 실용도도 떨어졌기에 사업이 완전히 실패했다. 52척의 대규모 사업을 포기하고 뼈 아픈 교훈을 배운 미국 해군은 FFG(X) 사업을 시작한다.

## 역사

### 소요
2010년대에 걸쳐 미 해군은 LCS-2, 인디펜던스급 호위함과 LCS-1, 프리덤급 호위함같은 호위함을 대거 양산했다. 이런 군함들의 능력은 연안전투함에 국한됐다. 이들은 방공능력이 부족하고 대공미사일도 부족해 방공구축함이 절대 아니다. 항공모함 부대를 호위할 수 있는 능력이 없었고, 개함방공 능력조차 미흡하여 도서 방위 작전을 하기에도 미흡했다. 연안 순시하는 임무와 해병대 상륙시 화력 지원 역할 정도가 고작이나, 그 마저도 가격은 가격대로 높아서 저렴하고 연안 순시가 가능한 다른 함정에 비해 메리트도 없다. 저렴한 가격을 이유로 들었던 초기 분위기와 달리, 당초 예상가를 훌쩍 넘은 5,000억원의 건조비도 사업 실패에 한몫했다. 미 해군을 더더욱 난감하게 한 문제는 또 있었다. F-18 슈퍼 호넷, F-35C 스텔스기 전투기, SM-6 함대공 미사일 등의 추가 도입같은 예산 소요도 산더미였다. 당초 52척을 건조하려던 미 해군의 계획은 물거품으로 갔고, 미 해군 역시 연안전투함을 실패작으로 보고, 다른 배로 호위함대를 대신하기 위해 FFG(X) 사업을 시작한다.

### FFG(X) 사업
미 해군은 항공 모함 을 따라 잡을 수 있고 나머지 함대와 센서를 네트워크에 연결하여 그룹이 사용할 수 있는 전체 전술적 그림을 확장 할 수 있는 호위함을 원했다. 2019년 1월 미 해군은 새로운 호위함이 자기 방어 또는 호위 임무를위한 대공 전을 위해 함선에 최소 32 개의 셀을 가진 Mark 41 수직 발사 시스템을 탑재 할 것이라고 발표했다

#### 미국이 내건 조건
미 해군은 함선이 다음을 수행할 수 있기를 바랬다.
- 지평선 너머의 수상함을 파괴하고
- 적 잠수함 탐지,
- 호송 선 방어,
- 능동 및 수동 전자전 시스템을 사용하고,
- 몰려 드는 소형 보트 공격으로부터 방어할 수 있을 것.[3]

미 해군이 내건 조건을 보면 미 해군이 원하는 호위함은 30FFM과 유사하다. 그러나 입찰에는 일본 조선소는 참여하질 않았다.

### 입찰 경쟁
6개 조선소가 개념 설계 제안을 미 해군 FFG(X) 프리깃 프로그램에 제출했다. 2018년 2월 16일, 미 해군은이 제안에서 5 개의 조선소를 선정하고 FFG(X)에 대한 개념 설계를 생산하기 위해 각각 1,500 만 달러의 계약을 수여했다고 발표했다. 입찰 경쟁사들이 내놓은 모델은 아래와 같다.
| 이미지     |                        |                    |                     |                        |                      |
| 군함       | 아키텐급 호위함        | USS 프리덤 (LCS-1) | 인디펜던스급 호위함 | 아발로 데 바자르급     | 레전드급 커터        |
| ---------- | ---------------------- | ------------------ | ------------------- | ---------------------- | -------------------- |
| 만재배수량 | 6,700t                 | 3,900t             | 3,100t              | 7,000t                 | 4,500t               |
| 종류       | 이지스 체계 방공구축함 | 연안전투함         | 연안전투함          | 이지스 체계 방공구축함 | 해경함               |
| 특이사항   | 유럽제 레이더 탑재     | 방공능력 미흡      | 방공능력 미흡       | 미국제 레이더 탑재     | 미국 해안경비대 소속 |
| 가격       | 6,800억원              | 6,000억원          | 6,000억원           | 1조원                  | 8,400억원            |

### 계약 체결
2020년 4월 30일, Fincantieri Marinette Marine의 FREMM 다목적 호위함, 즉 아키텐급 호위함이 입찰 경쟁에서 낙찰되었으며, 9척의 추가 선박에 대한 옵션과 함께 주요 선박의 세부 설계 및 건설에 대해 7,500만 달러의 계약을 체결했다고 발표했다. FREMM급의 개발사인 Fincantieri는 위스콘신주의 Marinette 조선소에서 입찰 경쟁에서 승리했으며, 미국의 10척의 차기 호위함 사업을 따낸 FREMM급은 첫 건조되는 초도함의 예상가가 12억 달러 이상이며, 미국의 레이더인 AN/SPY-6 파생형을 탑재해서 미국 기술과 이탈리아 기술이 퓨전된 보급형 호위함이 될 것이다. 2020년 10월 7일에는 케네스 브레이스웨이트 해군 장관이 FFG(X)급 호위함의 명칭이 컨스텔레이션급으로 결정되었다고 밝혔다.

## 같이 보기
- 아키텐급 호위함
- 미국 해군
- 방공구축함